# Isabel Pérez Dobarro
Isabel Pérez Dobarro (Santiago de Compostela, 1992) es una pianista española.

## Trayectoria
Comenzó a tocar el piano con tres años y a los cuatro dio su primer concierto. Aficionada al ajedrez, fue campeona femenina de Galicia en cuatro ocasiones y quinta nacional en una ocasión, hasta que lo dejó a la edad de 15 años. Estudió en el Real Conservatorio Superior de Música de Madrid donde, en 2010, obtuvo el Título Superior de Piano. En 2012 finalizó un máster de Música en la Universidad de Nueva York, en 2017 se graduó en Derecho por la UNED y en 2018 obtuvo un certificado en Relaciones Internacionales por la Universidad de Harvard. Desde 2012 ejerce como profesora adjunta en la Steinhardt School of Culture, Education, and Human Development, de la Universidad de Nueva York.
Ha dado recitales en distintas salas de Estados Unidos como Carnegie Hall, Steinway Hall, Yamaha Center, Liederkranz Foundation, Frederick Loewe Theater y Columbia University Faculty House y de fuera de EE. UU., como Rachmaninoff Hall (Tchaikovsky Conservatory, Moscow), Ateneo de Madrid o la Sala Arturo Benedetti Michelangeli (Bolzano, Italia).
Además de su actividad como pianista, desde 2016 forma parte de la United Nations Sustainable Development Solutions Network Youth, iniciativa desarrollada bajo los auspicios del secretario general de las Naciones Unidas, donde ejerce de mánager de la iniciativa Arts Twenty Thirty y UN Focal Point, a través de la cual promociona los objetivos de desarrollo sostenible.

## Premios
- Tercer premio en Grand Prize Virtuoso International Competition (2017)
- Premio en New York Women Composers Seed Grant, junto a Anna Tonna (2016)
- Segundo premio en American Protégé International Piano Competition. (2015)
- Jorge Bolet Distinguished Performer Award en el Stony Brook International Piano Festival (2009)
- Primer premio en Cidade do Fundao International Piano Competition (2006)
- Ciutat de Berga International Piano Competition (2002)
- En 2021 fue galardonada con el VIII Premio Mujeres a Seguir, en el apartado de Cultura[6]